# Gunung Pucukaluebade
Gunung Pucukaluebade är ett berg i Indonesien.   Det ligger i provinsen Aceh, i den västra delen av landet, 1 600 km nordväst om huvudstaden Jakarta. Toppen på Gunung Pucukaluebade är 1 837 meter över havet.
Terrängen runt Gunung Pucukaluebade är bergig åt sydväst, men åt nordost är den kuperad. Runt Gunung Pucukaluebade är det ganska glesbefolkat, med 39 invånare per kvadratkilometer. I omgivningarna runt Gunung Pucukaluebade växer i huvudsak städsegrön lövskog.